# Нуньес-Яновский, Мануэль
Мануэ́ль Ну́ньес-Яно́вский (исп. Manuel Núñez Yanowsky; род. 22 июля 1942, Самарканд, Узбекская ССР) — испанский архитектор-урбанист, член Королевской академии изящных искусств Испании, Кавалер Военного ордена Св. Лазаря Иерусалимского (Брюссель).

## Биография
Родился 22 июля 1942 года в Самарканде, в Узбекской ССР. Детство и отрочество провёл в Одессе.
Несколько лет спустя после своего прибытия в Испанию (1957 г., эпоха фашистской диктатуры), «Маноло», как его называют барселонские друзья, становится одним из основных лиц передовой левой каталонской интеллигенции 1960-х гг.
В 1961—1965 годах посещал Школу драматического искусства «Adria Gual» в Барселоне, Испания, отделение сценографии и режиссуры. Школа «Adria Gual» была первым частным вузом, в котором преподавание велось на каталанском языке, запрещённом на тот момент в Испании. С 1970 по 1973 год учился в Центральном университете Барселоны на факультете Археологии и истории по специализации «Древний Египет».
В разные периоды своей работы являлся основателем и партнёром Taller de Arquitectura, Les Atelliers du Grand Hornu, MNY, SADE.
В 1961—1978 годах Мануэль Нуньес-Яновский был основателем и партнером Taller de Arquitectura в Барселоне, Испания. Возглавлял мультидисциплинарную команду, специализирующуюся на разработке архитектурных и градостроительных концепций в Испании, Франции, Алжире.
В 1978—1980 архитектор-партнёр Les Ateliers de Grand Hornu, Гран Орню, Бельгия. Проекты и реализации городских ансамблей, общественных зданий, резиденций в Бельгии, Франции, Либерии.
В 1980—1991 - MNY[прояснить] архитектор-предприниматель, Париж, Франция. Работает в Париже с командой архитекторов и градостроителей. Проекты и реализации городских ансамблей, общественных заведений и резиденций во Франции, Испании, Бельгии, Голландии, Германии, СССР. Передача французских новых технологий в области сборного железобетона нового поколения и создание совместных (с Францией) предприятий в СССР.
В 1991—2014 основывает и руководит компанией SADE (общество архитекторов и девелоперов), специализирующейся на проектах планировки и территориального развития, отвечающих требованиям устойчивого развития, во Франции, Испании, Каталонии, Галисии, Российской Федерации (СССР), Аргентине, Казахстане, Украине, Туркменистане, Южной Корее, Бельгии, Конго, Алжире. Передача новых французских технологий в области сборного железобетона нового поколения и создание новых проектов и совместных (с Францией) предприятий: во Франции, Испании, Российской Федерации. Впервые формулирует концепцию сельскохозяйственных свободных экономических зон и свободных экономических зон полного цикла: работа «Территориальная политика и устройство сельских территорий в регионах Атлантической Арки».
Про свои взгляды он сказал:
«Я не архитектор. Я постановщик. Я выходец не архитектурного училища, а театрального. И для меня архитектура — это продолжение моей театральной карьеры, которое можно определить очень просто: я стараюсь быть трагикомиком. Если в театральной культуре единица измерения — человек, то в архитектуре — метрическая система. В своей деятельности я предпочитаю театральную, человеческую систему измерения».
«Я считаю себя атеистом-мистиком. Но в плане культуры я гораздо ближе к православию, чем к католицизму, хотя большую часть жизни прожил в Испании и во Франции».

## Творчество

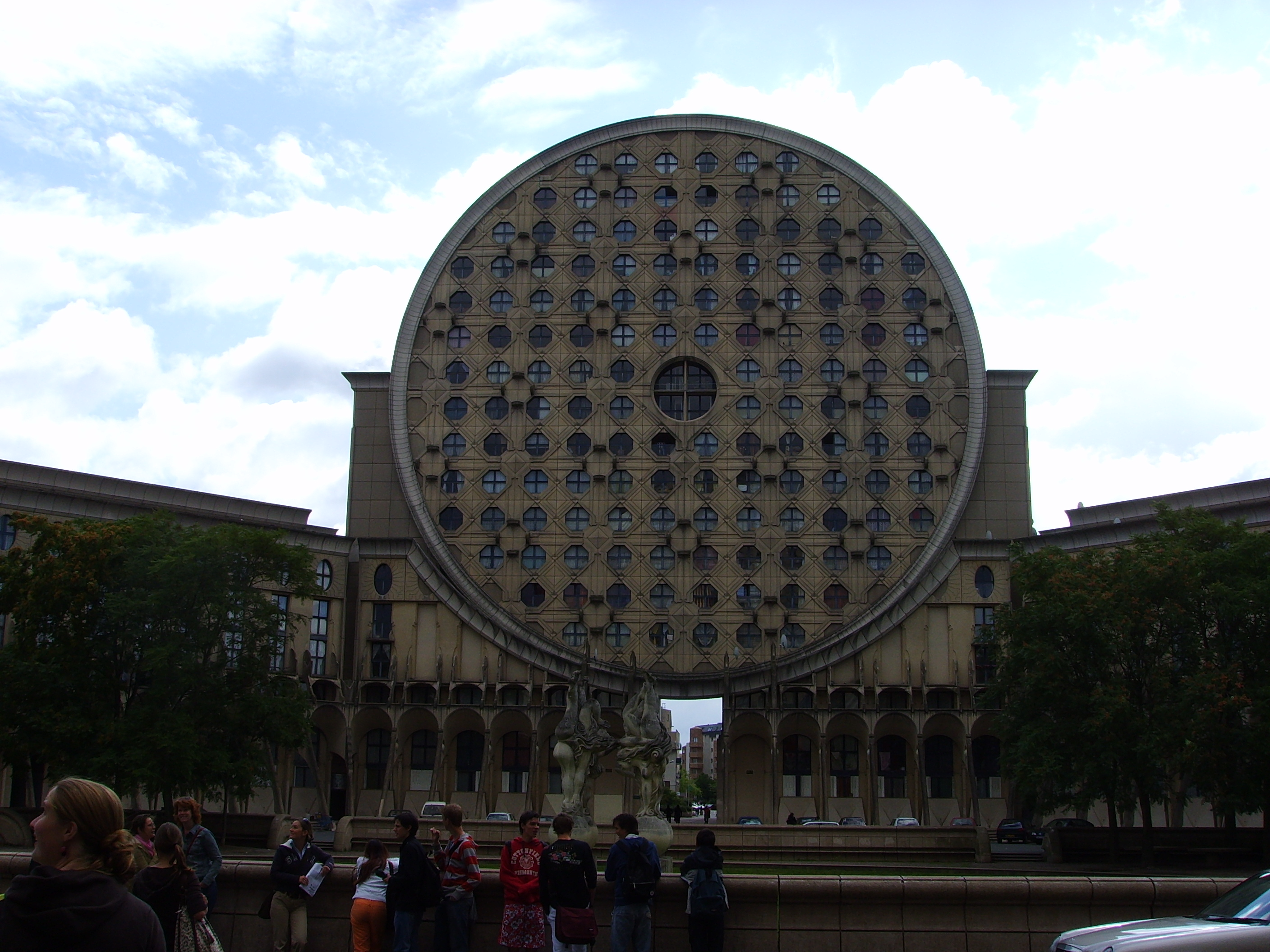
Арена Пикассо в Нуази-ле-Гран (2007)

Лауреат многочисленных конкурсов, автор проекта жилого комплекса Арена Пикассо в Нуази-ле-Гранд, Института ESADE и инновационного комплекса Teatre Lliure в Барселоне, College George Brassens в Париже и др.
Его проекты реализованы в России, Германии, Нидерландах, Бельгии, Болгарии, Грузии, Алжире, Конго.
3 февраля 2010 года состоялся официальный тендер, где Россия уверенно победила Саудовскую Аравию и Канаду на приобретение участка площадью 4245 м² в центре Парижа на набережной Бранли, недалеко от Эйфелевой башни, для сооружения русского духовно-культурного центра с храмом. По итогам конкурса на лучший проект центра в Париже победило предложение, выполненное Мануэлем Нуньесом-Яновским совместно с московской мастерской ООО «Arch Group». На земельном участке было решено возвести кафедральный собор, административные помещения для епархии, многопрофильные залы и аудитории семинарии, общежитие для семинаристов, библиотеку. В ноябре 2012 года по настоянию мэра Парижа, нового левого правительства и лично министра культуры Франции Орели Филипетти управление делами президента расторгло контракт с архитектором Мануэлем Нуньесом-Яновским. «Они не захотели, чтобы символ тирании было видно с Сены», — объясняет он РБК требование французских властей сделать здание «более скромным». Разработка нового проекта была передана архитектору Жан-Мишелю Вильмотту. Сам Нуньес-Яновский намерен опротестовать решение в судебном порядке[обновить данные].